# ヒュンダイ・アスラン

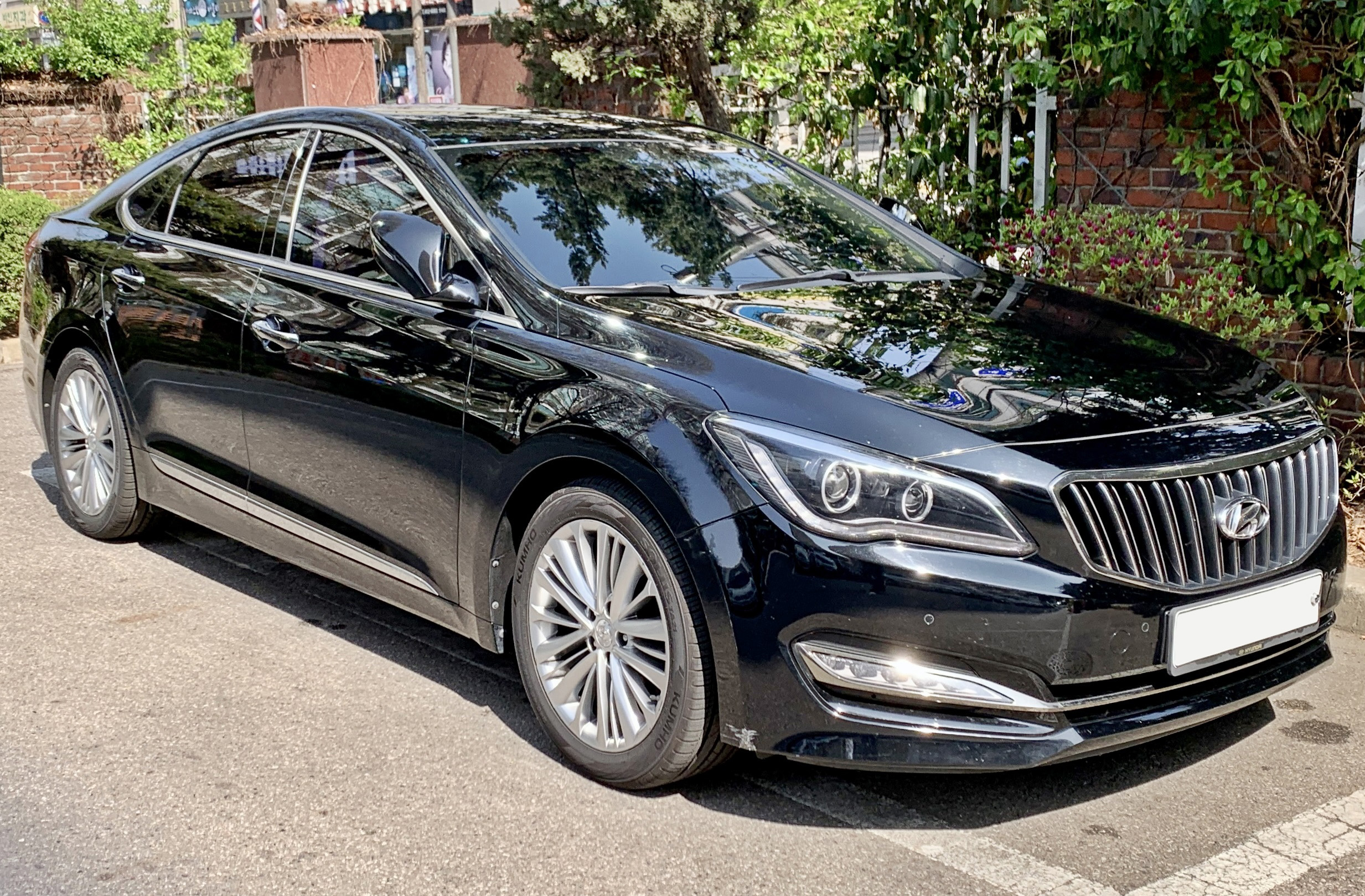
Hyundai Aslan

アスラン（Aslan、아슬란）は韓国の自動車メーカー、現代自動車が製造・販売したEセグメントのセダンである。

## 概要

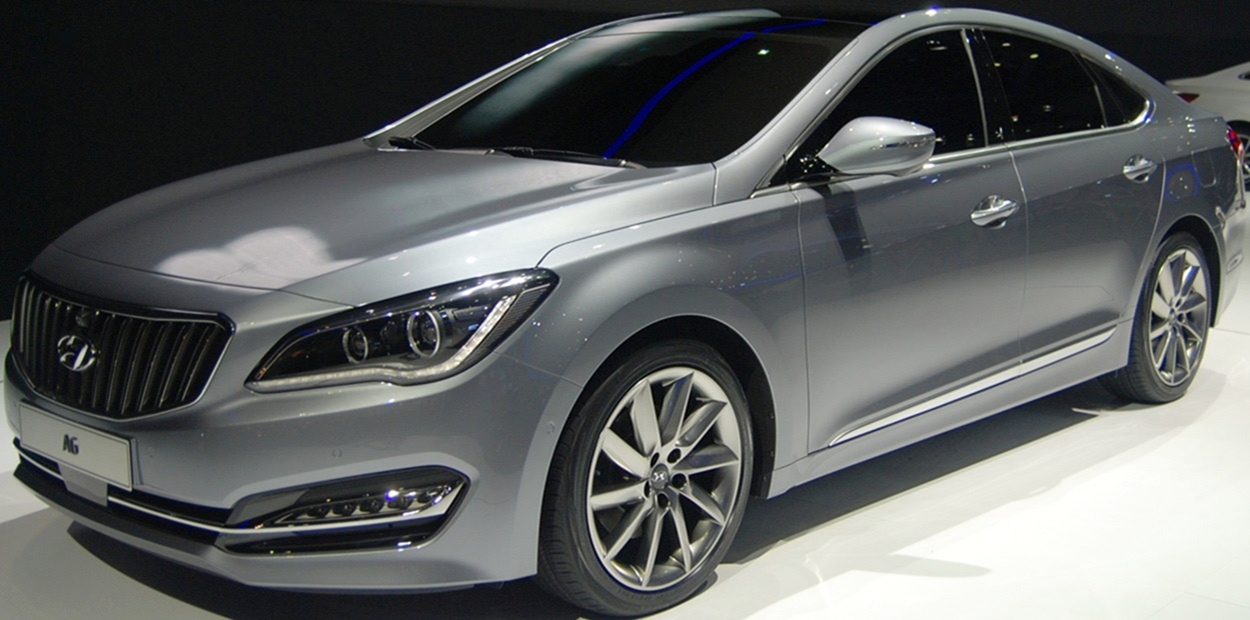
AG　フロント

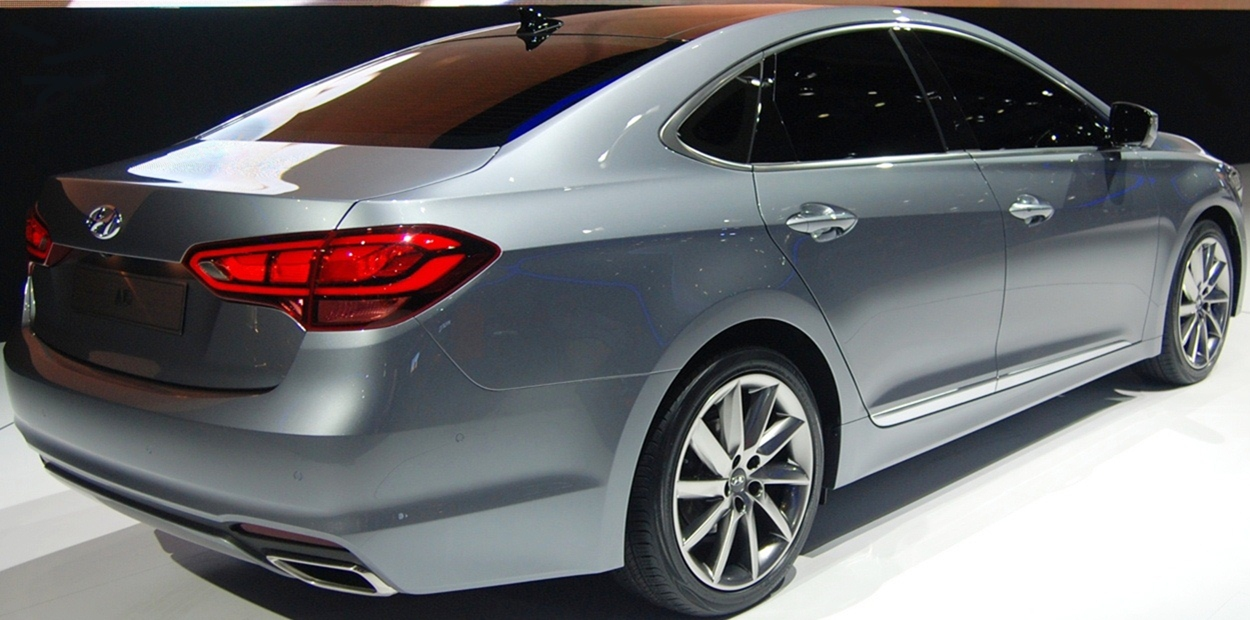
AG　リヤ

2014年5月、釜山モーターショー2014において、コンセプトモデル「AG」の名でワールドプレミア。
同社FFラインナップの頂点に君臨すべく開発された。

## 歴史

### 初代（AG型、2014年-2018年）
2014年10月30日、韓国国内にて発表。近年の韓国市場における輸入高級セダンの急増に対抗すべく開発された。仮想敵をレクサス・ES、アウディ・A6とし、発売当初より、韓国国内のみでの販売とされた。
5代目グレンジャーをベースに、ジェネシスに肉迫する高級感とサイズを持たせており、エクステリアは2代目ジェネシスから始まった新デザインアイコン「fluidic sculpture　2.0」（流体の彫刻 2.0）に則ってデザインされている。
内装やエンジンルームなど、各部分に音を吸収する特殊素材をグレンジャーよりも多く使用することで、騒音や振動を大幅に軽減させた。
また、運転席側フロントガラス部に車速や交通情報などを表示する「ヘッドアップディスプレイ」、事故が起こった際に歩行者の頭を保護する「アクティブフードシステム」（ボンネット）などを新たに追加することで安全性も向上している。
搭載されるエンジンは全車V6・直噴ラムダ。3.3Lと3.0Lの2種を用意し、いずれにも6ATを組み合わせている。グレンジャーに用意されるハイブリッドやディーゼルは設定がない。
2018年1月、大きな改良が施されることがないまま、わずか3年3カ月でモデル終了。ヒュンダイのラインナップでは珍しく、一切韓国国外へ輸出（販売）されなかった車種でもある。
間接的な後継車種はジェネシス・G70/G80。

### スペック
|                           | V63.0ℓGDI | V63.3ℓGDI |
| ------------------------- | --- | --- |
| 全長（mm）                | 4,970 | 4,970 |
| 全幅（mm）                | 1,860 | 1,860 |
| 全高（mm）                | 1,470 | 1,470 |
| ホイールベース（mm）      | 2,845 | 2,845 |
| トレッド（前、mm）        | 1,606（R18）/ 1,602（R19） | 1,606（R18）/ 1,602（R19） |
| トレッド（後、mm）        | 1,607（R18） / 1,603（R19） | 1,607（R18） / 1,603（R19） |
| 乗車定員                  | 5人 | 5人 |
| 変速機                    | 自動6段（後に、自動8段に変更） | 自動6段（後に、自動8段に変更） |
| サスペンション（前/後）   | マクファーソンストラット/マルチリンク | マクファーソンストラット/マルチリンク |
| 駆動形式                  | 前輪駆動 | 前輪駆動 |
| エンジン形式              | G6DG | G6DH |
| 燃料                      | ガソリン | ガソリン |
| 排気量（cc）              | 2,999 | 3,342 |
| 最高出力（ps / rpm）      | 270 / 6,400 （後に266 / 6400に変更） | 294 / 6,400 （後に290 / 6400に変更） |
| 最大トルク（kg・m / rpm） | 31.6 / 5,300 （後に31.4 / 5300に変更）                                                                                                   | 35.3 / 5,200 （後に35.0 / 5,200に変更）                                                                                                  |
| 燃料タンク容量（ℓ）       | 70 | 70 |
| 尿素水タンク容量（ℓ）     | - | - |
| 重量（kg）                | 1,670 （後に1,665（18インチホイール）、 1,710（19インチホイール）に変更）                                                                | 1,690 （後に1695（18インチホイール）、 1,720（19インチホイール）に変更）                                                                 |
| 燃費（km /ℓ）             | 都心8.1 /高速11.8 /複合9.5 （後に都心8.6 /高速12.2 /複合9.9（18インチホイール）、 都心8.5 /高速11.9 /複合9.8（19インチホイール）に変更） | 都心8.1 /高速11.9 /複合9.5 （後に都心8.4 /高速12.0 /複合9.7（18インチホイール）、 都心8.3 /高速11.8 /複合9.6（19インチホイール）に変更） |
| Co2排出量（g / km）       | 188 （後に171（18インチホイール）、 173（19インチホイール）に変更）                                                                      | 188 （後に175（18インチホイール）、 177（19インチホイール）に変更）                                                                      |

### 車名の由来
トルコ語でライオンの意。勇猛ながらも悠然としたライオンのイメージから名付けた。